# Circuit d'Albert Park
Al Circuit d'Albert Park, situat a Melbourne (Austràlia), s'hi celebren el Gran Premi d'Austràlia de Fórmula 1 i el de GP2.
És un circuit urbà que es munta al voltant del llac Albert Park però que té part del traçat remodelat pensant en el Gran Premi, cosa que fa que tingui sectors amples i ràpids que permeten els avançaments.
Al gran premi s'hi fan un total de 58 voltes, donant com a resultat un total de 307,574 km que recorren els monoplaces.

## Altres
El circuit urbà té una extensió de 5.303 m de pista.
La volta ràpida la té Michael Schumacher amb 1: 24. 125